# Herbert Andrewartha
Herbert George Andrewartha (ur. 21 grudnia 1907 w Perth, zm. 27 stycznia 1992 w Adelaide) – australijski entomolog i ekolog zwierząt związany z University of Adelaide, Fellowship Australian Academy of Science.

## Życiorys

### Dzieciństwo i młodość
Urodził się w Perth w grudniu 1907 jako syn Georga i Elsie Andrewartha. Miał młodszą siostrę (Bon) i starszą (Ethel). Rodzice często zmieniali miejsce zamieszkania, ponieważ ojciec pracował w różnych szkołach podstawowych Australii Zachodniej jako nauczyciel i jako dyrektor. Po skończeniu szkoły podstawowej Herbert Andrewartha otrzymał stypendium do Perth Modern School. Uczęszczał do tej szkoły mieszkając samotnie w rodzinnej farmie Gosnells przez kilka lat – do czasu przejścia ojca na emeryturę. Codziennie dojeżdżał do Perth pokonując ok. 5 km konno i ok. 40 km – pociągiem. W latach 1924–1929 studiował rolnictwo na University of Western Australia, uzyskując stopień Bachelor of Science.

### Przebieg pracy zawodowej
W latach 1929–1932 był asystentem entomologii w Australian Department of Agriculture Australii Zachodniej (obecnie Department of Agriculture and Food, DAFWA), a w latach 1933–1935 prowadził badania naukowe w Council for Scientific and Industrial Research – Radzie ds. Badań Naukowych i Przemysłowych w Melbourne. Studia II stopnia skończył w roku 1935 w University of Melbourne, uzyskując tytuł magistra nauk rolniczych.
Od roku 1935 pracował w University of Adelaide, kolejno jako: 
- 1935–1954 – entomolog w Waite Agricultural Research Institute,
- 1954–1962 – wykładowca ekologii zwierząt,
- 1962–1972 – profesor zoologii,
- po 1973 – profesor emeritus zoologii,
- 1975–1989 – honorowy visiting research fellow (zob. profesor wizytujący) w Waite Agricultural Research Institute.

Został członkiem Australian Academy of Science w roku 1961. Zmarł w Adelaide 27 stycznia 1992 roku.

## Tematyka badań

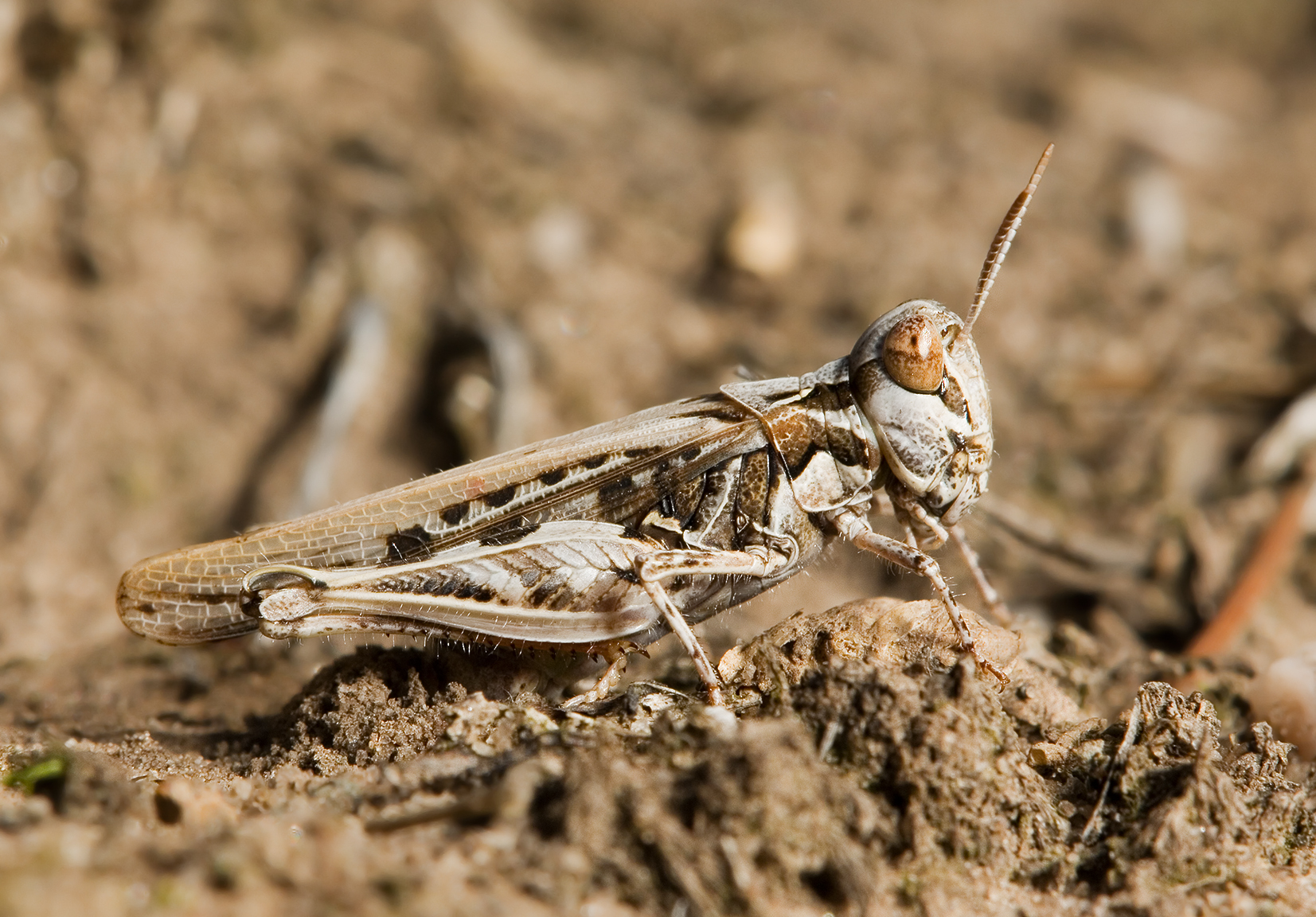
Austroicetes rodzaj owadów z rodziny szarańczowatych (Acrididae)

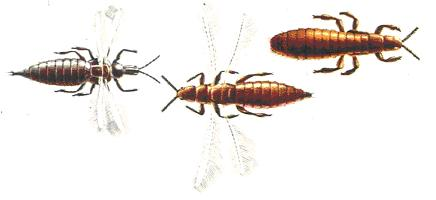
Owady należące do rzędu wciornastków, obserwowane przez 14 lat w różanym ogrodzie rezydencji dyrektora Waite Institute (z równoczesnymi, codziennymi zapisami danych ze stacji meteorologicznej instytutu)

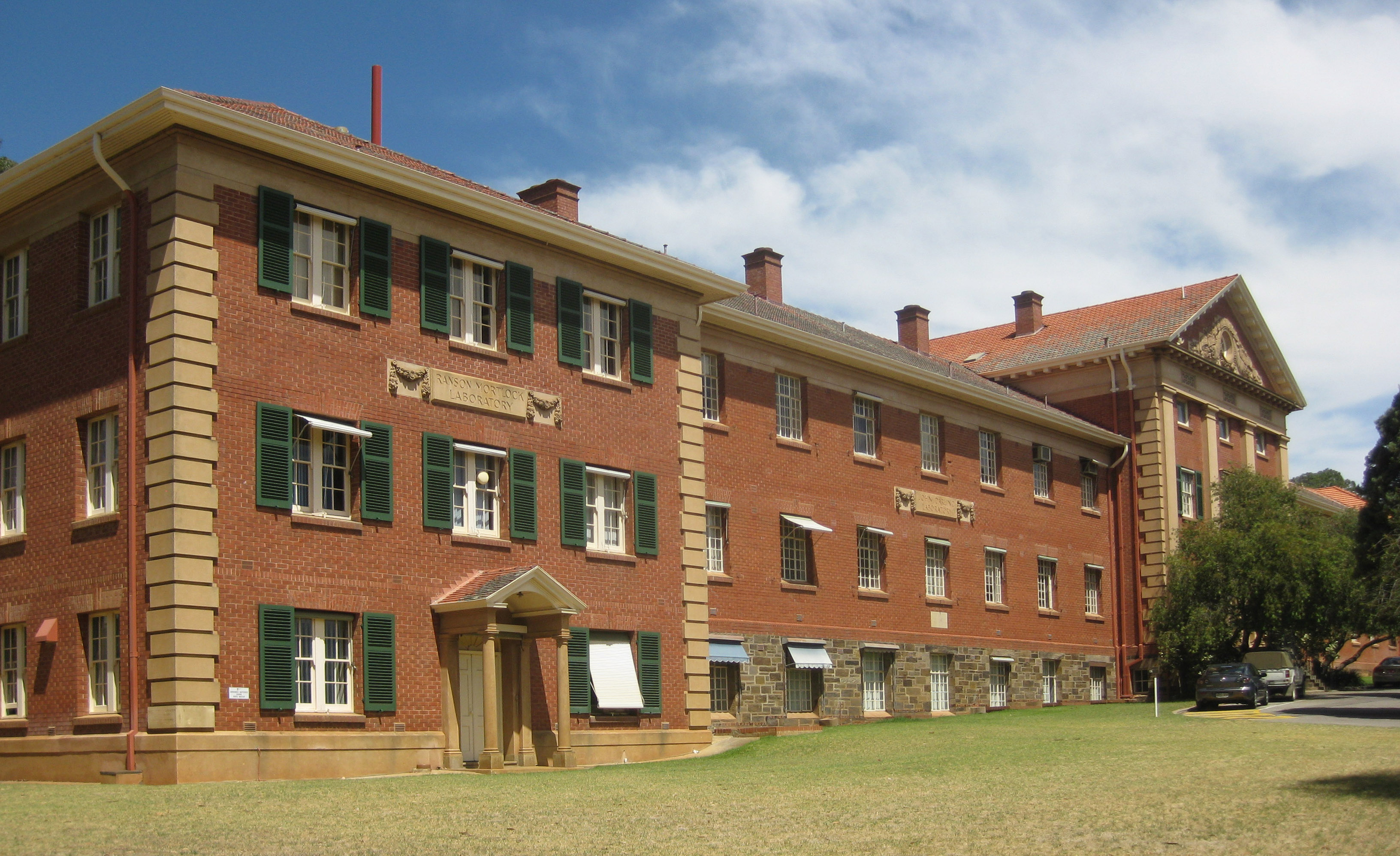
Główny budynek Waite Agricultural Research Institute, należącego do University of Adelaide

H.G. Andrewartha jest wspominany najczęściej jako ekolog, który wykazał, że rozwój populacji (zob. liczebność populacji, dynamika liczebności populacji) zależy nie tylko od czynników zależnych od zagęszczenia (wówczas uważanych za najważniejsze), ale również – często nawet w większym stopniu – od czynników niezależnych od zagęszczenia, np. takich jak pogoda. Swoje hipotezy poparł dowodami w postaci wyników badań laboratoryjnych i terenowych.
Przełomowy okazał się przykład badań populacji wciornastków (ang. Thrips), rozpoczętych w 1933 roku w Council for Scientific and Industrial Research (obecnie CSIRO) w Melbourne, gdzie H.G. Andrewartha zajmował się m.in. szkodnikami jabłoni. Po przeniesieniu się w 1935 roku do Adelaiderozwiązywał powierzony mu problem ekologii Austroicetes cruciata (gradacja szarańczowatych, Acrididae) i współpracował z prof. Jamesem Davidsonem, realizującym długofalowy program badań populacji Thrips imaginis w ogrodzie różanym rezydencji Dyrektora Waite Institute. Poza obserwacjami populacji systematycznie rejestrowano warunki meteorologiczne (wielkość opadów i temperaturę), korzystając ze znajdującej się obok instytutu stacji meteorologicznej. Po śmierci profesora Davidsona (1945) Andrewartha kontynuował badania wspólnie z L.C. Birchem (swoim wcześniejszym studentem).
W czasie ponad 14 lat systematycznych pomiarów – dzień po dniu i sezon po sezonie – zgromadzono ogromny zbiór danych, który został opracowany przez następców J. Davidsona przy pomocy E.A. Cornisha, pierwszego kierownika sekcji statystyki matematycznej (w tym biometrii), utworzonej w 1941 roku w Council for Scientific and Industrial Research. Analizowano korelacje między liczebnością populacji i meteorologicznymi zmiennymi niezależnymi – wynikami pomiarów temperatury i wielkości opadu deszczu w trzech dniach poprzedzających pobranie próbek populacji (zob. też – metoda wielokrotnych złowień). W czasie obliczeń przyjmowano, że wzrost liczebności populacji nigdy nie był ograniczany przez brak pożywienia. Był to prawdopodobnie pierwszy przypadek zastosowania analizy regresji w populacjologii. Wynikiem kilkuletniej pracy było potwierdzenie istnienia silnych związków między fizjologią, liczebnością populacji i czynnikami środowiskowymi. Uzyskane wyniki pomiarów i obliczeń oraz ich interpretacja zostały opisane w dwóch książkach Andrewarthy i Bircha: The Distribution and Abundance of Animals (1954) i The Ecological Web (1984). Dzięki tym pracom ich autorzy są uważani za twórców nowej szkoły ekologii populacyjnej, do czasów współczesnych polemizującej ze szkołą A. J. Nicholsona, według której decydujące są czynniki zależne od zagęszczenia.

## Publikacje (wybór)
Herbert George Andrewartha jest autorem lub współautorem m.in. (wybór według books.google):
- Laura Madeline Angel, Herbert George Andrewartha, Duncan Campbell Swan, Teaching Notes (1931),
- Herbert George Andrewartha, James Davidson, Duncan Campbell Swan, Vegetation Types Associated with Plague Grasshoppers in South ... (1938),
- The Small Plague Grasshopper (Austroicetes Cruciata Sauss.): Notes on the Present Position in South Australia and Recommendations for Control Measures, Department of Agriculture of South Australia (1939),
- Charles Birch, Herbert George Andrewartha, The Influence of Weather on Grasshopper Plagues in South Australia (1941)
- Herbert George Andrewartha, Charles Birch, The Influence of Drought on the Survival of Eggs of Austroicetes (1944)
- The Significance of Grasshoppers in Some of Soil Conservation in ..., (1943)
- Papers on Insect Ecology (1946)
- Herbert George Andrewartha, L. Charles Birch, The distribution and abundance of animals (1954),
- Herbert George Andrewartha, Introduction to the study of animal populations (1963, 1965, 1966, 1967, 1970, 1971, 1973, 1975, 1973, 2003),
- H.G. Andrewartha, L.C. Birch, The Distribution and Abundance of Animals, University of Chicago Press (1964)
- The Urban and Regional Environment of Monarto: An Ecological and ... (1975)
- Selections from the Distribution and Abundance of Animals (1982, ISBN 0-608-08043-8, 9780608080437. Population ecology is the study of the distribution and abundance of animals in nature. This perspective was first clearly set out by Elton and was elaborated in The Distribution and Abundance of Animals)

## Odznaczenia, wyróżnienia, upamiętnienie
Herbert Andrewartha otrzymał liczne odznaczenia i wyróżnienia, w tym:
- 1954 – David Syme Research Prize od University of Melbourne (z Charlesem Birchem)
- 1962 – Verco Medal od  Royal Society of South Australia
- 1968 – Clarke Medal od Royal Society of New South Wales
- 1987 – Gold Medal od Ecological Society of Australia,
- 1988 – Eminent Ecologist Award od Ecological Society of America (z Charlesem Birchem)

Z inicjatywy prof. Petera A. Parsonsa (La Trobe University) Royal Society of South Australia ustanowiła H.G. Andrewartha Medal, którym są honorowani naukowcy australijscy (nie tylko członkowie Royal Society). Zdecydowano, że medal mogą otrzymywać tylko osoby, które dopiero rozpoczynają karierę naukową, ale mają osiągnięcia o wyjątkowym znaczeniu. Nie jest przyznawany corocznie.

## Życie prywatne
Herbert Andrewartha poznał swoją przyszłą żonę, Hattie Vevers Steele, w University of Melbourne, gdzie studiowała biologię. Pobrali się w roku 1934. W 1935 młode małżeństwo przeniosło się do Waite Agricultural Research Institute w Adelaide. Oboje brali udział w części badań prof. Jamesa Davidsona, dotyczących T. imaginis. Żona uczestniczyła też w prowadzonych przez H. Andrewartha terenowych badaniach szarańczaków (Austroicetes cruciata).
Mieli syna (Graeme) i córkę (Susan Dutch). Wspólnie dbali o bardzo duży ogród koło ich domu w Netherby koło Waite Institute, z kortem tenisowym, na którym organizowali rozgrywki dla swoich gości (w tym dla studentów wykonujących prace dyplomowe). Dom był też miejscem wieczornych naukowych dyskusji. H. Andrewartha zmarł w roku 1992, kilka lat po śmierci żony.